# Nymphula definitalis
Nymphula definitalis là một loài bướm đêm trong họ Crambidae.